# Michael Biegler
Michael Biegler (ur. 5 kwietnia 1961 w Leichlingen) – niemiecki trener piłki ręcznej.

## Życiorys
Karierę trenerską rozpoczął w 1985 roku w LTV Wuppertal. W 1989 roku, przez jeden sezon prowadził OSC Dortmund a następnie TSV Dormagen. W 1994 roku podpisał kontrakt z VfL Gummersbach, który trenował do 1997 roku. Następne dwa sezony spędził w GWD Minden. Podczas sezonu 1999/2000, przejął drużynę SG Hameln, z którą udało mu się wywalczyć mistrzostwo 2. Bundesligi. Od 2000 do 2002 roku trenował Friesenheim, będąc asystentem trenera Christiana Fitzeka. Kiedy w 2003 roku pojawiła się oferta z Wilhelmshavener HV, skorzystał z odpowiedniej klauzuli w kontrakcie i w listopadzie tego roku przeniósł się do WHV. Z obowiązków trenera został zwolniony 16 stycznia 2008 roku. Następnie do czerwca 2010 objął drużynę SC Magdeburg oraz na krótko (styczeń 2010–30 listopada) TV Großwallstadt.
Od 1993 do 1996 Biegler był asystentem trenera męskiej reprezentacji Niemiec. W 2003 roku poproszony został przez brazylijską Federację Piłki Ręcznej o objęcie stanowiska trenera bramkarzy reprezentacji. W Brazylii przygotowywał zawodników do turnieju na igrzyskach panamerykańskich.
9 września 2012 został wybrany selekcjonerem reprezentacji Polski (kontrakt podpisał 28 września 2012). W październiku jego asystentem został Jacek Będzikowski.
W lutym 2015 roku podczas Mistrzostw Świata w piłce ręcznej rozgrywanych w Katarze, reprezentacja Polski prowadzona przez Bieglera po zwycięstwie nad Hiszpanią zdobyła brązowy medal. Po nich został odznaczony przez prezydenta Bronisława Komorowskiego Złotym Krzyżem Zasługi.
28 stycznia 2016 roku złożył rezygnację z funkcji trenera reprezentacji Polski. Została ona zaakceptowana przez Związek Polskiej Piłki Ręcznej. Powodem dymisji było nieosiągnięcie celów stawianych reprezentacji Polski na Mistrzostwach Europy 2016 odbywających się w Polsce. Od 2016 do 2018 był selekcjonerem żeńskiej reprezentacji Niemiec. Od 2021 do 2022 był trenerem Ukrainy.

## Sukcesy
- brązowy medal Mistrzostw Świata 2015 ( z Polską )